# Giải Cánh diều 2002
Giải Cánh Diều 2002 hay Giải Cánh Diều Vàng 2002 là lần tổ chức đầu tiên của giải Cánh Diều; lê trao giải diễn ra ngày 13 tháng 3 năm 2003, tại Hà Nội. Giải thưởng trước đây có tên gọi khác Giải thưởng Hội Điện ảnh Việt Nam, là một phần biệt lập nhưng được trao thưởng trong Liên hoan phim Việt Nam từ năm 1993. Khác với giải thưởng hội Điện ảnh Việt Nam, giải Cánh diều có thêm các hạng mục dành cho cá nhân.

## Tổ chức
Giải Cánh Diều năm 2002 được tổ chức tối ngày 13 tháng 3 năm 2003, tại Trung tâm Chiếu phim Quốc gia. Đây là một trong những hoạt động chào mừng 50 năm ngày thành lập ngành điện ảnh Việt Nam. Theo Ban Tổ chức, danh sách được đề cử giải Cánh diều vàng gồm: 10 phim truyện nhựa, 21 phim truyện video lẻ, 10 phim truyện truyền hình nhiều tập, 71 phim tài liệu (nhựa và video), 10 phim hoạt hình (nhựa và video).
Tổng số tiền thưởng cho các giải là hơn 300 triệu đồng.

## Giải thưởng
Có tất cả 38 giải thưởng trao cho các tác phẩm và công trình nghiên cứu- lý luận- phê bình xuất sắc trong năm 2002, trong đó có 4 giải Cánh diều vàng, 15 giải Cánh diều bạc và 19 giải khuyến khích.

### Phim truyện nhựa
| Giải thưởng       | Tác phẩm                | Đạo diễn     | Sản xuất                  | Ghi chú     |
| ----------------- | ----------------------- | ------------ | ------------------------- | ----------- |
| Cánh Diều Vàng    | Lưới trời               | Phi Tiến Sơn | Hãng phim Truyện I        | [ 4 ] [ 5 ] |
| Cánh Diều Bạc     | Gái nhảy                | Lê Hoàng     | Hãng phim Giải Phóng      |             |
| Cánh Diều Bạc     | Vua bãi rác             | Đỗ Minh Tuấn | Hãng phim truyện Việt Nam |             |
| Cánh Diều Bạc     | Của rơi                 | Vương Đức    | Hãng phim truyện Việt Nam |             |
| Giải khuyến khích | Hà Nội 12 ngày đêm      | Bùi Đình Hạc | Hãng phim truyện Việt Nam |             |
| Giải khuyến khích | Mê Thảo, thời vang bóng | Việt Linh    | Hãng phim Giải Phóng      |             |

### Phim video
| Giải thưởng       | Tác phẩm            | Đạo diễn          | Sản xuất                                    | Phát hành                            | Chú thích |
| ----------------- | ------------------- | ----------------- | ------------------------------------------- | ------------------------------------ | --------- |
| Cánh Diều Vàng    | Không còn gì để nói | Khải Hưng         | Trung tâm Phim truyền hình Việt Nam         | 1 tháng 12 năm 2002 (VTV3, 1 tập)    |           |
| Cánh Diều Vàng    | Đứa con vùng đồi    | Trần Trung Dũng   |                                             | 25 tháng 5 năm 2002 (VTV3, 1 tập)    |           |
| Cánh Diều Bạc     | Điệp vụ thứ nhất    | Nguyễn Quang      | Điện ảnh Công an nhân dân                   | 24–31 tháng 8 năm 2002 (VTV3, 2 tập) | [ 6 ]     |
| Cánh Diều Bạc     | Con gà trống        | Nguyễn Quang Dũng | Hãng phim Truyền hình Thành phố Hồ Chí Minh | 2003 (HTV7, 1 tập)                   |           |
| Cánh Diều Bạc     | Đất lặng lẽ         | Phạm Huyên        | Điện ảnh Công an nhân dân                   |                                      |           |
| Cánh Diều Bạc     | Phố Hoài            | Song Chi          | Hãng phim Truyền hình Thành phố Hồ Chí Minh | 2002 (HTV7, 2 tập)                   |           |
| Cánh Diều Bạc     | Sang sông           | Trọng Trinh       | Trung tâm Phim truyền hình Việt Nam         | 28 tháng 7 năm 2002 (VTV3, 1 tập)    |           |
| Cánh Diều Bạc     | Cây huê xà          | Xuân Cường        | Hãng phim Giải Phóng, Hãng phim Sài Gòn     | 5 tháng 10 năm 2002 (VTV3, 2 tập)    |           |
| Cánh Diều Bạc     | Ranh giới           | Vũ Hồng Sơn       | Trung tâm Phim truyền hình Việt Nam         |                                      |           |
| Giải khuyến khích | Chúa tàu Kim Quy    | Châu Huế          | Hãng phim Truyền hình Thành phố Hồ Chí Minh | HTV7 (2 tập)                         |           |

### Phim truyền hình
| Tác phẩm                | Đạo diễn                            | Kết quả            | Chú thích |
| ----------------------- | ----------------------------------- | ------------------ | --------- |
| Không có giải vàng      | Không có giải vàng                  | Không có giải vàng | [ 7 ]     |
| Phía trước là bầu trời  | Đỗ Thanh Hải                        | Cánh Diều Bạc      | [ 7 ]     |
| Blouse trắng            | Trần Mỹ Hà                          | Cánh Diều Bạc      | [ 7 ]     |
| Đất và Người            | Nguyễn Hữu Phần và Phạm Thanh Phong | Giải khuyến khích  | [ 7 ]     |
| Sương gió biên thùy     | Hồ Ngọc Xum                         | Giải khuyến khích  | [ 7 ]     |
| Bác cả người sung sướng | Trần Lực                            | Giải khuyến khích  | [ 7 ]     |

### Phim tài liệu
| Phim tài liệu nhựa      | Phim tài liệu nhựa                        | Phim tài liệu nhựa | Phim tài liệu nhựa | Phim tài liệu nhựa |
| Tựa đề                  | Hãng sản xuất                             | Đạo diễn           | Giải thưởng        | Chú thích          |
| ----------------------- | ----------------------------------------- | ------------------ | ------------------ | ------------------ |
| Thang đá ngược ngàn     | Hãng phim Tài liệu và Khoa học Trung ương | Lê Hồng Chương     | Cánh diều Vàng     | [ 7 ]              |
| Mặt trời trên đỉnh tháp |                                           |                    | Cánh Diều Bạc      | [ 7 ]              |
| Sự nhọc nhằn của cát    |                                           | Nguyễn Thước       | Cánh Diều Bạc      | [ 7 ]              |
| Trên chiếc xe lăn       |                                           | Lê Mạnh Thích      | Cánh Diều Bạc      | [ 7 ]              |
| Phim tài liệu video     |                                           |                    |                    |                    |
| Tay đào đất             |                                           | Bùi Thạc Chuyên    | Cánh Diều Bạc      | [ 7 ]              |
| 6 giải khuyến khích     |                                           |                    |                    | [ 7 ]              |

### Phim hoạt hình
Không có giải Cánh Diều Vàng.
Hai giải Cánh Diều Bạc cho "Xe đạp và ô tô" (đạo diễn: Phương Hoa) và "Cuộc phiêu lưu của Ong vàng".
Hạng mục này có 2 giải khuyến khích.

### Giải Lý luận phê bình
Không có giải Vàng
Giải Bạc thuộc về tập tiểu luận "Điện ảnh không phải trò chơi" của tác giả Trần Tuấn Hiệp do Nhà xuất bản Văn hóa Thông tin phát hành.
Hai công trình khác nhận giải khuyến khích.